# Afsted
Afsted er en dokumentarfilm instrueret af Allan de Waal.